# 清永丈瑠
清永 丈瑠（きよなが たける、1994年10月24日 - ）は、山口県周南市出身 の元サッカー選手。ポジションはMF。

## 来歴
レオーネ山口U-15（現・レノファ山口FCアカデミーU-15）から鹿島アントラーズユースに入団。2012年の高円宮杯U-18プレミアリーグイーストで16試合に出場し、2ゴールを挙げた。また、2011年にU-17日本代表候補に選出されている。
2013年、関西大学に進学、背番号10番を背負い、鋭いドリブル突破や正確なキックで関西大をインカレベスト8に導いた。
2016年12月22日、レノファ山口FC加入が発表された。2020年シーズン終了後に契約満了で山口を退団。
2021年、ガイナーレ鳥取に移籍。
2022年シーズンは、負傷離脱した時期もあり出場機会は17試合にとどまった。同年11月18日、チームは契約期間の満了と来季に向けた契約更新をしないことを発表。同年11月28日、カンセキスタジアムとちぎで行われたJリーグ合同トライアウトに出場した。
2023年、オーストラリアのノースコート・シティFCへ移籍。
2024年、FC.AWJへ移籍。同年シーズン終了後に現役引退。

## 所属クラブ
- レオーネ山口U-12
- レオーネ山口U-15
- 鹿島アントラーズユース
- 関西大学/関大FC2008
- 2017年 - 2020年 レノファ山口FC
- 2021年 - 2022年 ガイナーレ鳥取
- 2023年  ノースコート・シティFC（英語版）
- 2024年 FC.AWJ

## 個人成績
| 国内大会個人成績 | 国内大会個人成績 | 国内大会個人成績 | 国内大会個人成績 | 国内大会個人成績 | 国内大会個人成績 | 国内大会個人成績 | 国内大会個人成績 | 国内大会個人成績 | 国内大会個人成績 | 国内大会個人成績 | 国内大会個人成績 |
| 年度             | クラブ           | 背番号           | リーグ           | リーグ戦         | リーグ戦         | リーグ杯         | リーグ杯         | オープン杯       | オープン杯       | 期間通算         | 期間通算         |
| 年度             | クラブ           | 背番号           | リーグ           | 出場             | 得点             | 出場             | 得点             | 出場             | 得点             | 出場             | 得点             |
| 日本             | 日本             | 日本             | 日本             | リーグ戦         | リーグ戦         | リーグ杯         | リーグ杯         | 天皇杯           | 天皇杯           | 期間通算         | 期間通算         |
| ---------------- | ---------------- | ---------------- | ---------------- | ---------------- | ---------------- | ---------------- | ---------------- | ---------------- | ---------------- | ---------------- | ---------------- |
| 2017             | 山口             | 20               | J2               | 9                | 0                | -                | -                | 1                | 0                | 10               | 0                |
| 2018             | 山口             | 20               | J2               | 6                | 0                | -                | -                | 1                | 0                | 7                | 0                |
| 2019             | 山口             | 20               | J2               | 1                | 0                | -                | -                | 0                | 0                | 1                | 0                |
| 2020             | 山口             | 20               | J2               | 5                | 0                | -                | -                | -                | -                | 5                | 0                |
| 2021             | 鳥取             | 19               | J3               | 14               | 3                | -                | -                | 1                | 0                | 15               | 3                |
| 2022             | 鳥取             | 19               | J3               | 17               | 3                | -                | -                | 0                | 0                | 17               | 3                |
| 2024             | AWJ              | 77               | 関西1部          |                  |                  | -                | -                |                  |                  |                  |                  |
| 通算             | 日本             | 日本             | J2               | 21               | 0                | -                | -                | 2                | 0                | 23               | 0                |
| 通算             | 日本             | 日本             | J3               | 31               | 6                | -                | -                | 1                | 0                | 32               | 6                |
| 通算             | 日本             | 日本             | 関西1部          |                  |                  | -                | -                |                  |                  |                  |                  |
| 総通算           | 総通算           | 総通算           | 総通算           | 52               | 6                | -                | -                | 3                | 0                | 55               | 6                |

- Jリーグ初出場 - 2017年2月26日 J2第1節 FC岐阜戦（岐阜メモリアルセンター長良川競技場）[13]
- Jリーグ初得点 - 2021年4月11日 J3第5節 テゲバジャーロ宮崎戦（ユニリーバスタジアム新富）